# Idukki (district)

Localisation du district d'Idukki dans le Kerala

Le district d'Idukki est un des quatorze districts de l'État du Kerala en Inde. 

## Géographie
Son chef-lieu est la ville de Painavu.
Au recensement de 2001 sa population était de 1 129 221 habitants pour une superficie de 4 476 km2.

## Liste des Tehsil
Il est divisé en quatre Tehsil :
- Devikulam
- Peerumade
- Thodupuzha
- Udumbanchola